# Bert Longin
Bert Longin (Rotselaar, 26 oktober 1965) is een Belgisch voormalig professioneel autocoureur, bekend om zijn deelname aan verschillende motorsportevenementen, zoals het FIA GT-kampioenschap, de Belcar Trophy en de 24 uur van Zolder.
Longin begon zijn carrière in de GT2 European Series en bouwde een sterke samenwerking op met PK Carsport.
Gedurende zijn carrière behaalde Longin talloze overwinningen, met als hoogtepunt zijn zeven zeges tijdens de 24 uur van Zolder. In 2019 maakte hij deel uit van het winnende Agoria Solar Team, wat zijn veelzijdigheid als coureur onderstreepte.